# Żołynia (gmina)
Żołynia est une gmina rurale du powiat de Łańcut, Basses-Carpates, dans le sud-est de la Pologne. Son siège est le village de Żołynia, qui se situe environ 15 km au nord-est de Łańcut et 28 km au nord-est de la capitale régionale Rzeszów.
La gmina couvre une superficie de 56,8 km2 pour une population de 6 664 habitants.

## Géographie
La gmina inclut les villages de Brzóza Stadnicka, Gajówka, Kopanie Zmysłowskie, Kopanie Żołyńskie, Smolarzyny, Zagóra et Żołynia.
La gmina borde les gminy de Białobrzegi, Czarna, Grodzisko Dolne, Leżajsk et Rakszawa.